# 境 (武蔵野市)
境（さかい）は、東京都武蔵野市の町。現行行政地名は境一丁目から境五丁目。郵便番号は180-0022（武蔵野郵便局管区）。面積は1.17km2。

## 地理

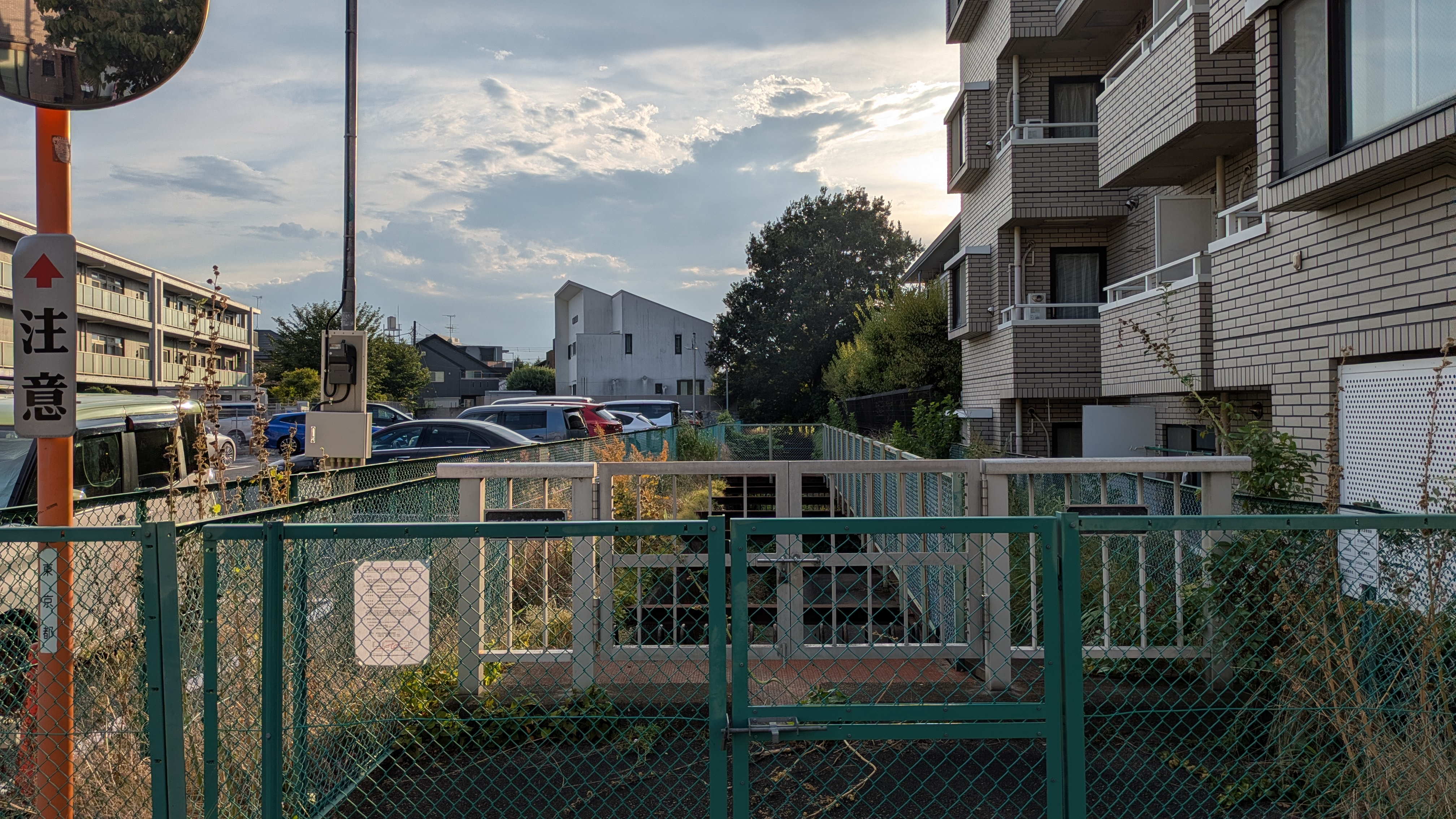
仙川の武蔵境通り接続部（武蔵野市境）（2025年8月）

武蔵野市の西部に位置する。北から時計回りに桜堤、関前、三鷹市上連雀、武蔵野市境南町、小金井市東町及び小金井市梶野町に隣接する。境五丁目には亜細亜大学がある。

### 河川
- 仙川

### 地価
住宅地の地価は、2017年（平成29年）1月1日の公示地価によれば、境2-23-6の地点で42万円/m2となっている。

## 歴史

### 武蔵野市の歴史
（以下の文章は断りのない限り、全て「武蔵野史」（藤原音松著/武蔵野市役所版）より抜粋して記載している）
武蔵野市の市域は、石器時代既に一部集落が発達していた。奈良時代から鎌倉時代においても同様である。それは、井の頭池畔に散布する石器時代の遺物、遺跡や、吉祥寺八幡古墳の存在や、板碑の発見されることが証明している。徳川時代には、全域が開発されて幕府直轄地となり、関東郡代の治下に入り幕府の瓦解まで約300年間、江戸郊外の村落として発達を遂げた。
その開発は、玉川上水が家綱の時代、承応2年（西暦1652年）に竣工したことによる。これにより玉川沿線の開墾が促進された。無造作に発展した江戸は、火災に苛まされ、都市計画が実行され、道路拡張のため盛んに土地を上知[2]したのであった。そうしてその地に住んでいた町民に、替地を上水沿線にて割り与えて、移住開墾せしめたものであった。
武蔵野市民の祖先も同様で、明暦（1655年～1657年）～万治（1658年～1660年）年間にこの地に来て開墾に従い、武蔵野市発展の基礎を築いた。
天正18年（西暦1590年）の徳川家康の入国後、間もなくその外孫松平出羽守直政は御用屋敷を境に構えた。その他大小幾多の人士が、休養屋敷別荘を設けていたことは想像に難くないので、現に幕末文久3年5月（1863年5月）、關前村（以下、「関前村」という）差出の「手廣き住居書上帳」によれば、同村名主忠左衛門の屋敷には、幕府御使番火術方麹町永田町高貳千石松平備後守の隠居屋敷があり、又同村延命寺境内には松平能登守家中千葉平治兵衛が同様隠居屋敷を構えていた、前者は八畳二間六畳一間、後者は十二畳三間八畳一間の構えであった。
武蔵野市は徳川時代、徳川直領地であり、境村は府中領、その他は野方領と稱せられ、明治維新後、品川縣、神奈川縣、東京府に轉属し、北多摩郡管内に置かれ、明治二十二年市町村制施行と同時に、自治體（自治体）武蔵野市を形成し、昭和三年には町制が、同二十二年十一月には市制が施行された。

### 境村の歴史
（以下の文章は断りのない限り、全て「武蔵野史」（藤原音松著/武蔵野市役所版）より抜粋して記載している）
境村は玉川上水（四ツ屋御上水）を隔てて関前村の西南にある。その東半は古来の境本田で、西半は享保年間開墾の境新田である。
境本田という名は、正保の武蔵国圖（武蔵国図）および田園簿にはまだ記載されていない。それでもここも吉祥寺などと同じく正保以後の新開地と見える。
この村の道路、人家の配置は、吉祥寺以下の村々とは全然異なり、討劃的開墾地ではない。保谷村の百姓下田三右衛門の新墾だといわれている（新編武蔵風土記稿）。
境には鎭守神が多い。このことから村が三つの地域に分かれて出来、やがて一つにまとまったと考えられる。即ち境村が三區（三区）に分かれて開墾されたのであろう。
（一）   鎭守杵築神社の鎮座するいわゆる本村
（二）  関前村から玉川上水を渡ってこの村に入る保谷道のつきあたりの一区分、高橋沖五郎家の天王社から南、中央線の北側地域
（三）  第六天社（西神社（今は杵築社に合祀されている）のある地域（檜原関係地区）
がこれで、各地区にそれぞれの鎭守のあることが自ら地区を明らかにする。
村の中心は神社にあり、村人は神社を設けてその精神的團結（団結）を強くした。
人の集団をなして住むところ、必ず神社が奉祀されることは日本人の上古からの風習である。この三つの地区のうち、境本村が最初に、次に保谷関係地区、遅れて檜原関係地区が開発されたのである。
境本村杵築社の北一町許りの處にある稲荷社の棟札によれば、慶安年中（1648-1615年）松平出羽守は武蔵野の内に百二十町四方の御用屋敷を持っていた。そして天下泰平と御用屋敷繁栄との為に大社様と稲荷様とを祀った。
その後三十余年貞享年間に、この辺は上地となって徳川氏の直領となった。当時この御屋敷を預かっていたのは松平出羽守の家来、境本絺馬太夫（キョウモトチマタイウ）で、屋敷内にその隠居屋を造っていた。
境本は上地となった武蔵野十二町四方に居残って自ら長百姓となって開発したいと願出て許された。ときの関東郡代は伊奈半左衛門であった。かくて境本は十二町四方中の隠居屋のあったところに彼の屋敷を構えた。その広さは三十間四方であった。また、境本御屋敷内の大社様と稲荷社とを奉祀することを許されて社屋が相當腐朽していたから両社を建立した。
その後、安永年間（1772-1780年）大社様に攝社二社を祭った。その後、慶應元年（1865年）9月に境本絺馬太夫末孫仲右衛門は、多摩郡長淵村の大工棟梁の常吉をして社殿を修しめた。祖先が奉斎して以来4度目の建立をした。なお、大社様の境内六段六畝歩と稲荷社二畝歩は貞享中検地されて除地となったといわれている。
この棟札のいうに、境本村は玉川上水が企画されることから直ちに注意を惹かれた。それは深大寺にも近く、その参詣道大師道にも沿い、また府中から吉祥寺を経て荻窪天沼に抜ける古道にも沿っていたからである。かくてこの地は松平出羽守に分與され、松平氏は景勝の地点を選んで御用屋敷を設けた。その御用屋敷の一隅は今日の杵築神社の社地であった。実際この地は南に窪地を控え、高地になっている。現在窪地は1メートルそこそこの深さしかないが、三百五六十年前の窪地は今の数倍の深さを持っていたと思われる。したがって社地は高台をなし、その辺りからは湧き水もあり御用屋敷にもなり境本が隠居宅を構えたのである。

### 地名の由来
（以下の文章は断りのない限り、全て「武蔵野史」（藤原音松著/武蔵野市役所版）より抜粋して記載している）
境本村では古く住んだものを「六人衆といい、秋元、猿渡、清本、平野、小林、新倉」を苗字とする六軒の家があった」と里老が言い伝えているが、この六人衆のうちに開祖境本絺馬太夫の分家がある。境本＝清本がそれであろう。これ等の衆は保谷寳晃院（ほうこういん）の檀家であることから見て、恐らく、保谷からの出百姓で境本の同志となり、共に開発に従事した人の子孫であろう。
要するに境村の境本村は、村の発祥地であること、村名も開発者の名字境本から来ており、後に本の字を脱したものであること、杵築神社は出雲松江城主松平出羽守直政が直接、出雲大社を完成したこと、および開発者は境本絺馬太夫であることが明らかになった。六人衆の一人、清本は境本の子孫である。
境本村の開墾は古いが、検地を受けたのは保谷地区と共に延寳年間のことで、そして全村改めて元禄年間に検地を受けたと推定される。貞享二十年中の検地は、境本が杵築及び稲荷の両社地を除地として貰ったときのことを記したのである。
境村は二地区に分けて開墾され、わずか二十年の間に検地を三回受け、享保年中に境新田が出来て、以来この地は新田の二字を脱し、単に境村と称することとなった（安永三年境村同新田村鏡帳の研究項551頁参照）。

### 沿革
- 1962年（昭和37年）4月1日 - 武蔵野市内の町名整理が行われ、大字境が境南町・境・桜堤に分割される[7]。
- 1965年（昭和40年）9月1日 - 住居表示実施[7]。

## 世帯数と人口
2018年（平成30年）1月1日現在の世帯数と人口は以下の通りである。
| 丁目     | 世帯数    | 人口     |
| -------- | --------- | -------- |
| 境一丁目 | 2,063世帯 | 3,477人  |
| 境二丁目 | 2,040世帯 | 3,747人  |
| 境三丁目 | 882世帯   | 1,928人  |
| 境四丁目 | 950世帯   | 1,975人  |
| 境五丁目 | 2,245世帯 | 4,467人  |
| 計       | 8,180世帯 | 15,594人 |

## 小・中学校の学区
市立小・中学校に通う場合、学区は以下の通りとなる。
| 丁目     | 街区    | 小学校               | 中学校               |
| -------- | ------- | -------------------- | -------------------- |
| 境一丁目 | 全域    | 武蔵野市立第二小学校 | 武蔵野市立第六中学校 |
| 境二丁目 | 1〜21番 | 武蔵野市立第二小学校 | 武蔵野市立第六中学校 |
| 境二丁目 | その他  | 武蔵野市立桜野小学校 | 武蔵野市立第二中学校 |
| 境三丁目 | 全域    | 武蔵野市立第二小学校 | 武蔵野市立第六中学校 |
| 境四丁目 | 16番    | 武蔵野市立桜野小学校 | 武蔵野市立第二中学校 |
| 境四丁目 | その他  | 武蔵野市立第二小学校 | 武蔵野市立第六中学校 |
| 境五丁目 | 全域    | 武蔵野市立桜野小学校 | 武蔵野市立第二中学校 |

## 交通

### 鉄道

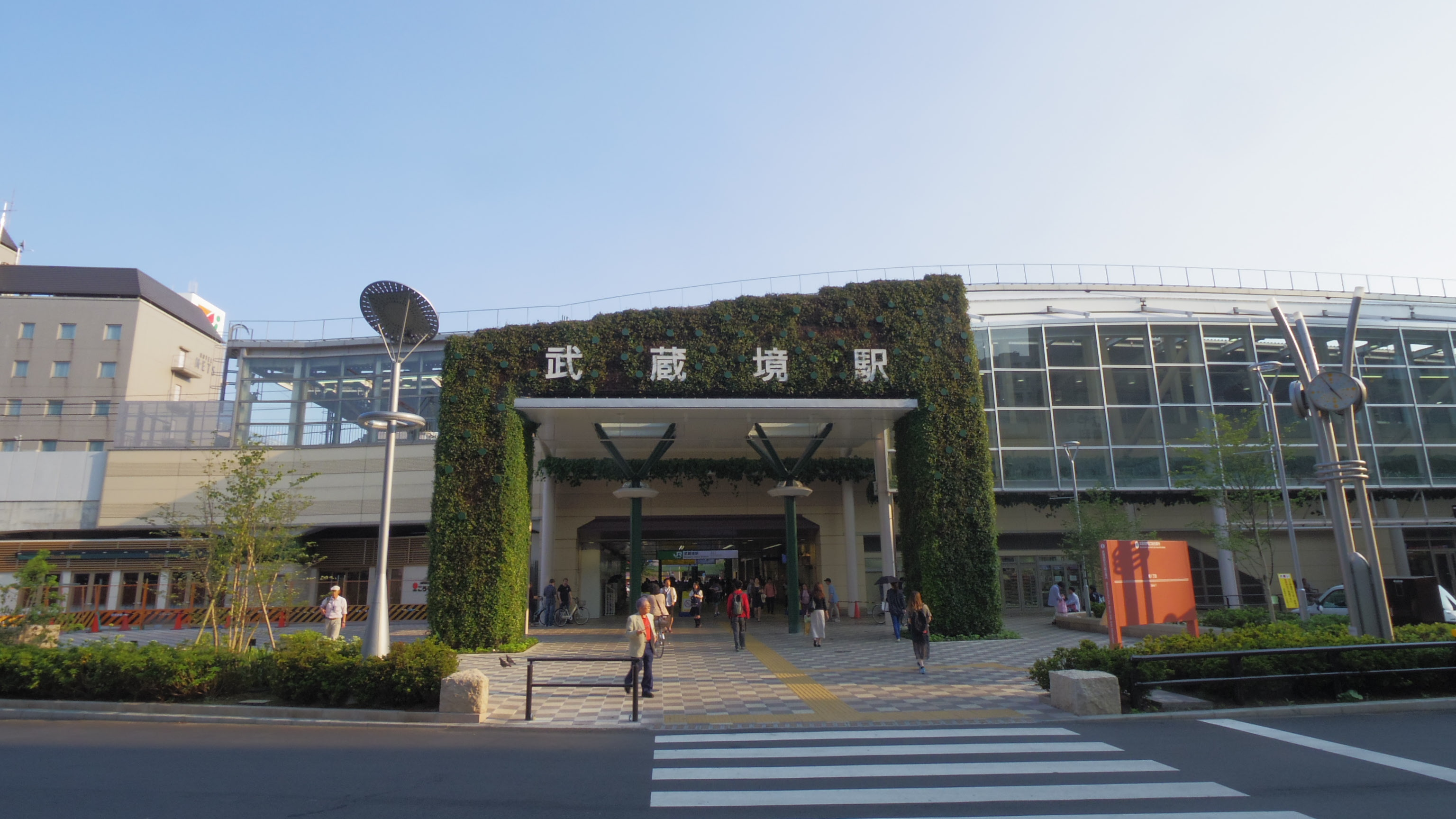
武蔵境駅北口

- 東日本旅客鉄道（JR東日本）
  - 中央本線(中央線快速)：武蔵境駅 (JC 13)
- 西武鉄道
  - 西武多摩川線：武蔵境駅(SW 13)

### 道路
- 東京都道12号調布田無線（武蔵境通り）
- 東京都道123号境調布線（天文台通り）

## 施設
- 亜細亜大学武蔵野キャンパス
- 日本獣医生命科学大学第二校舎
- 東京都立武蔵高等学校・附属中学校
- 武蔵野市立第六中学校
- 武蔵野市立第二小学校
- 武蔵野市民会館[9]
- 武蔵野ふるさと歴史館[10]
- スイングビル
  - 武蔵野スイングホール - 多目的ホール。
- 飯田産業本社
- クイーンズ伊勢丹
- TAIRAYA
- 武蔵境自動車教習所

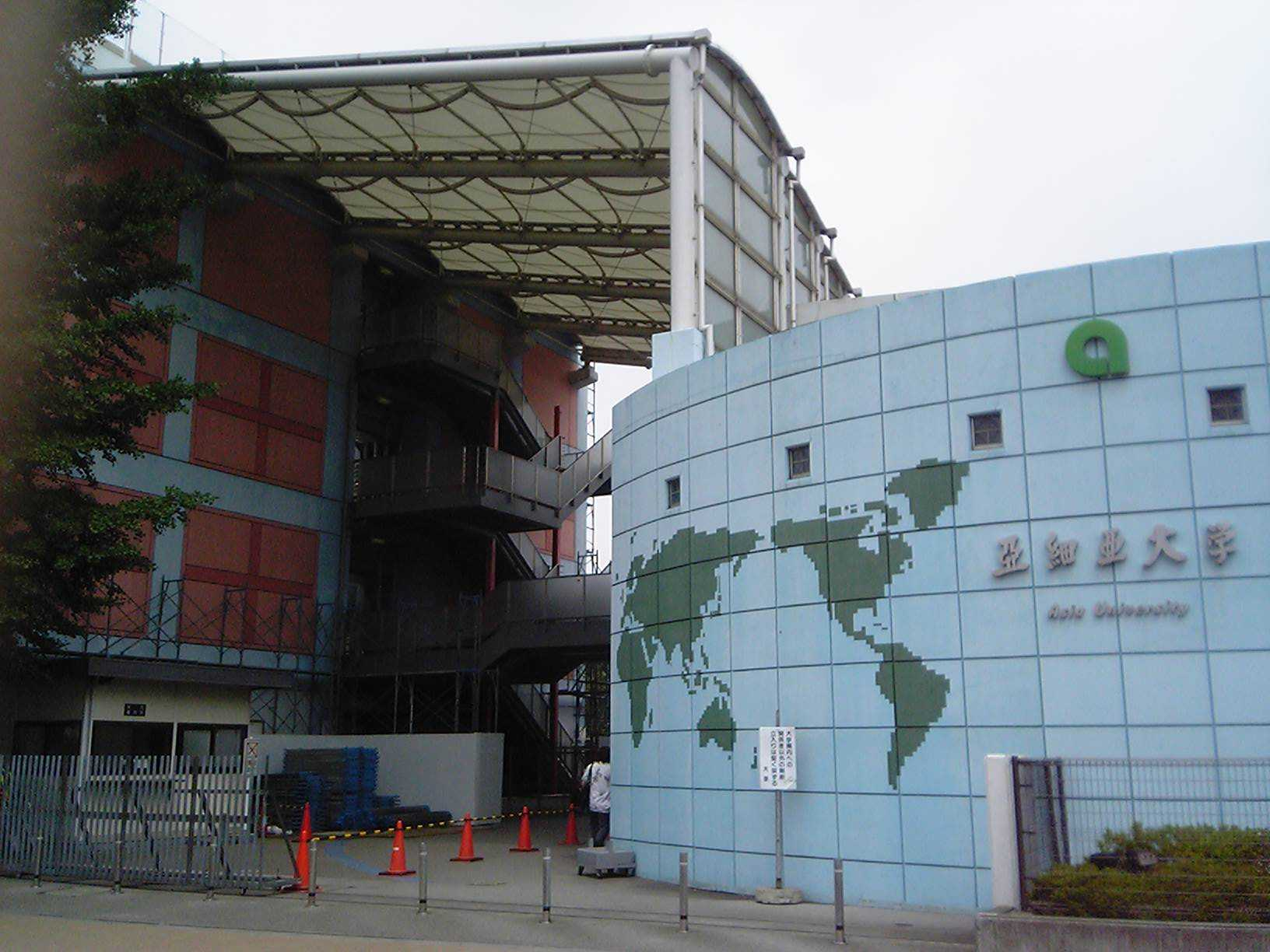
亜細亜大学
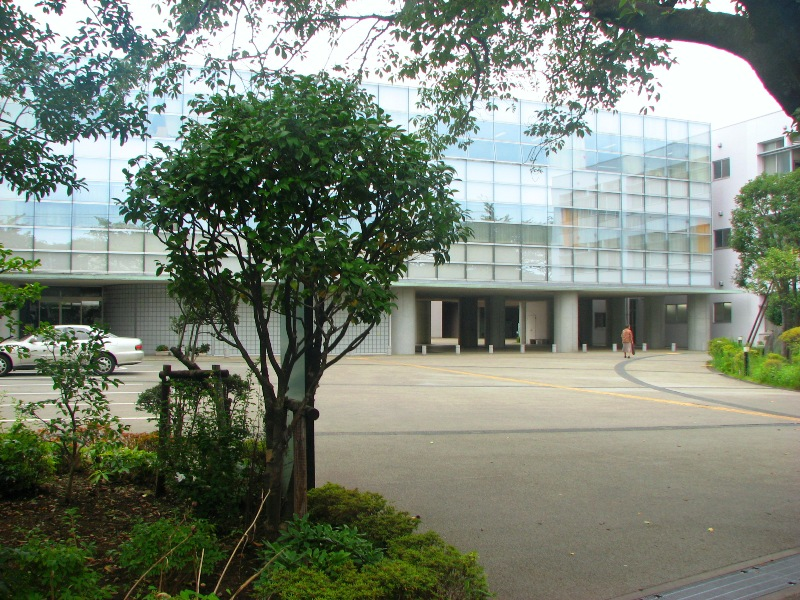
都立武蔵高・中
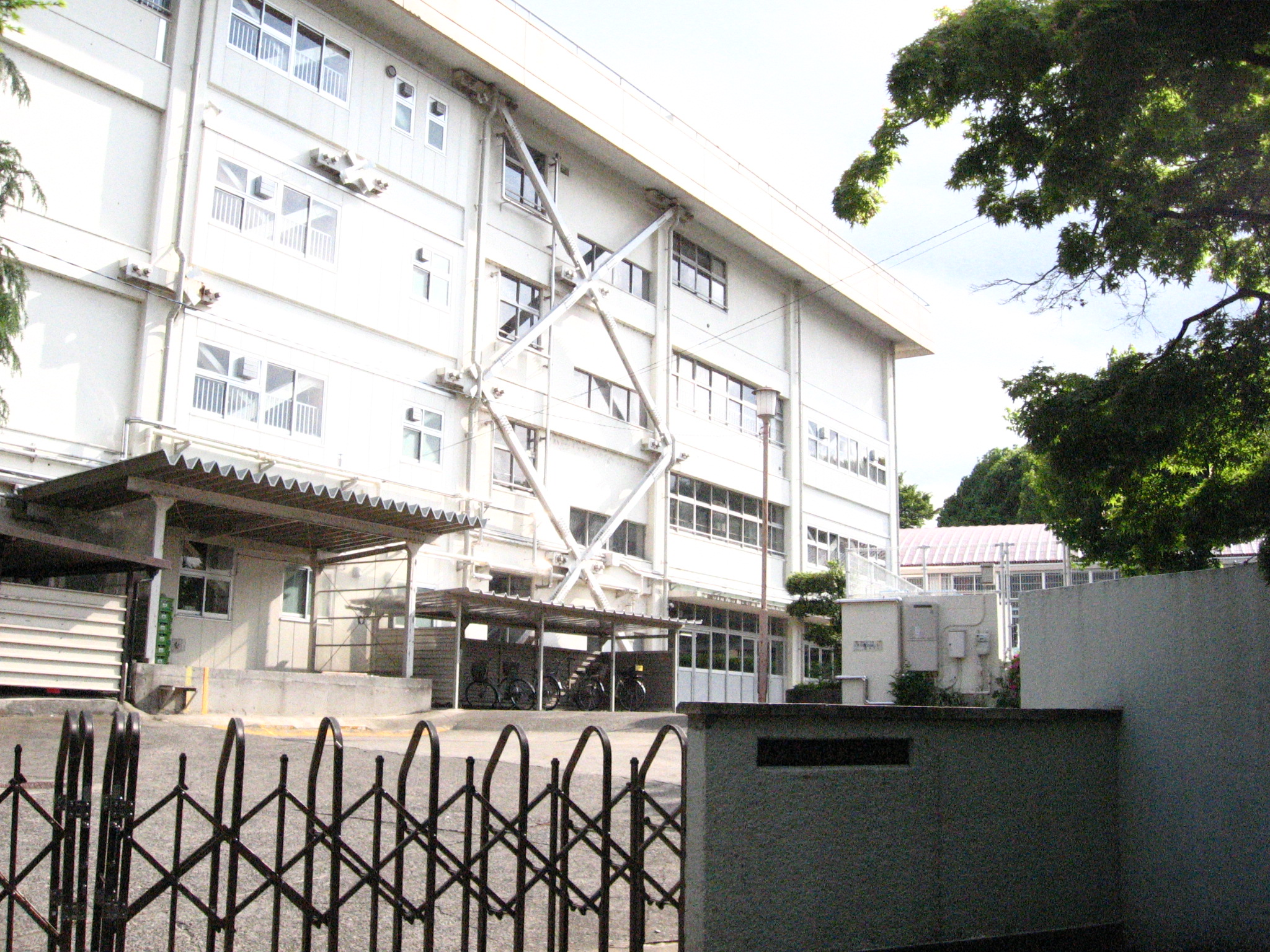
第二小学校
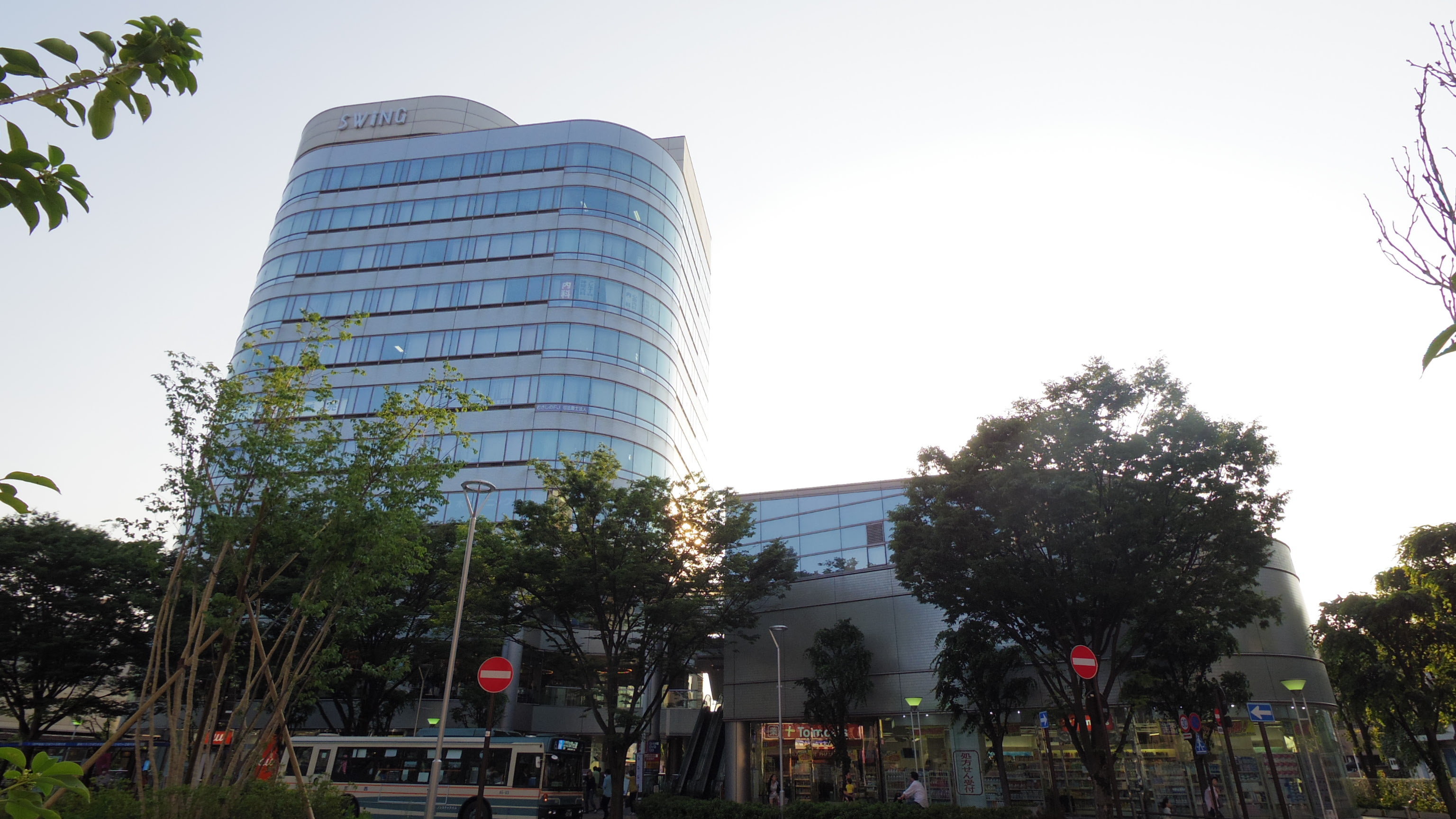
スイングビル
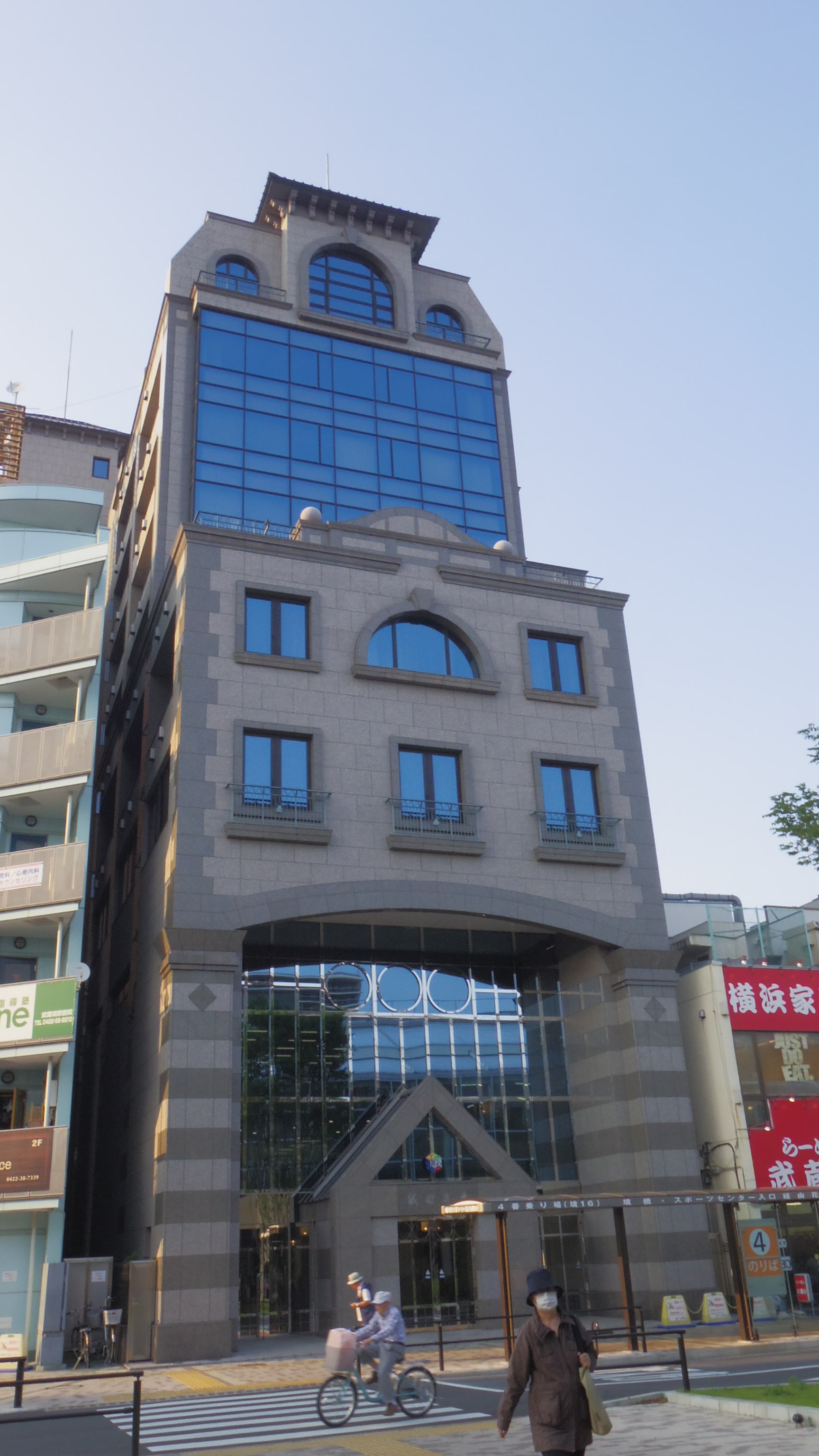
飯田産業
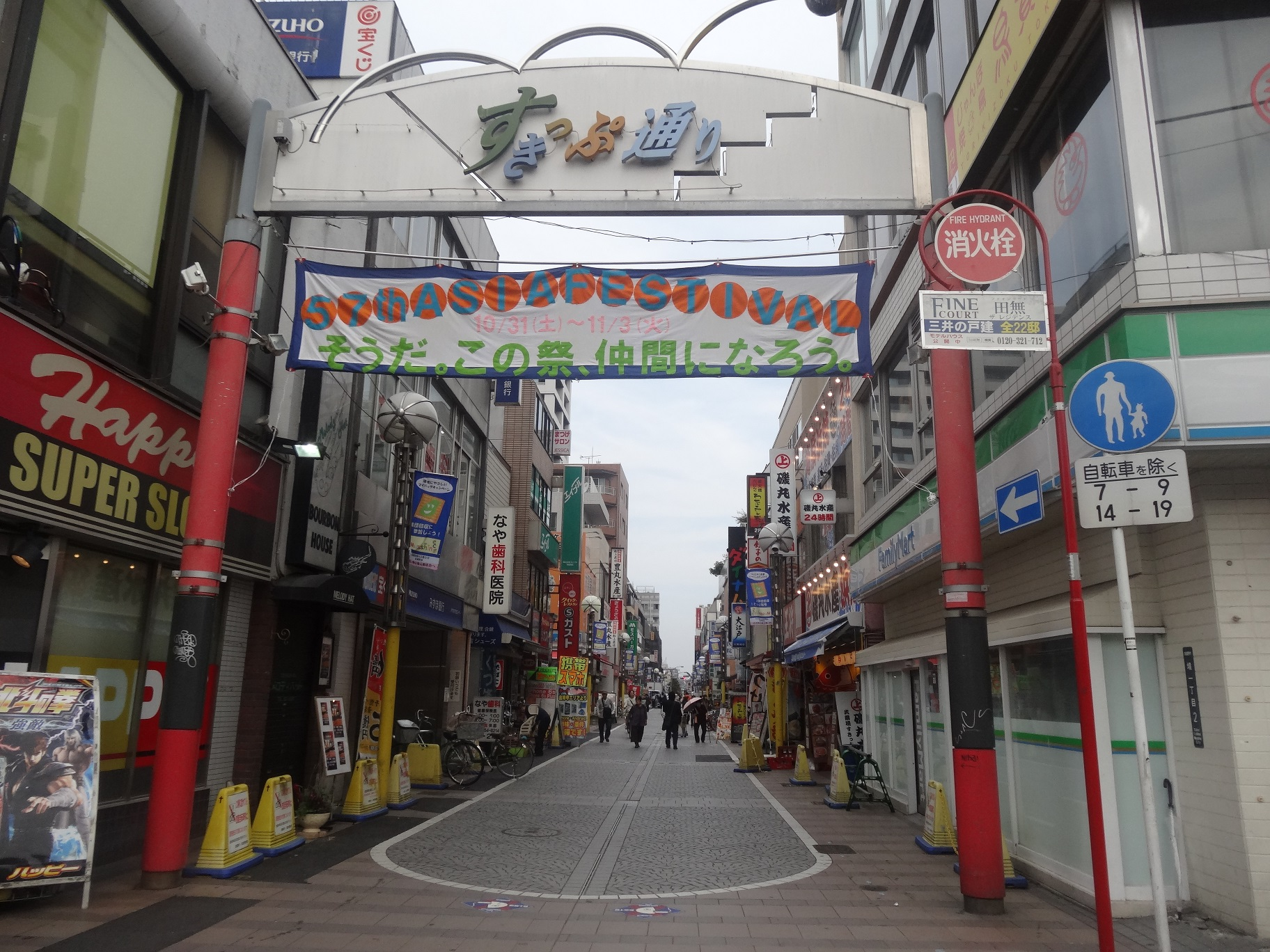
すきっぷ通り商店街